# Gmina zbiorowa Gellersen
Gmina zbiorowa Gellersen (niem. Samtgemeinde Gellersen) – gmina zbiorowa położona w niemieckim kraju związkowym Dolna Saksonia, w powiecie Lüneburg. Siedziba gminy zbiorowej znajduje się w miejscowości Reppenstedt.

## Położenie geograficzne
Gmina zbiorowa Gellersen jest położona w północno-wschodniej części Pustaci Lüneburskiej ok. 45 km na południe od Hamburga. 
Leży w zachodniej części powiatu Lüneburg. Graniczy od zachodu z powiatem Harburg. Na północy sąsiaduje z gminą zbiorową Bardowick a na południu z gminami zbiorowymi Ilmenau i Amelinghausen. Od wschodu bezpośrednio styka się z Lüneburgiem.
Teren gminy ograniczony jest rzekami Luhe na zachodzie i Ilmenau na wschodzie. 
Na południe i południowy zachód od gminy zaczyna się Pustać Lüneburska ze swoimi charakterystycznymi wrzosowiskami.

## Podział administracyjny
Do gminy zbiorowej Gellersen należą cztery gminy:
1. Kirchgellersen
2. Reppenstedt
3. Südergellersen
4. Westergellersen

## Współpraca
- Ambrumesnil, Francja od 1993 (od 2003 dla całej gminy zbiorowej)
- Longueil, Francja od 1993 (od 2003 dla całej gminy zbiorowej)
- Ouville-la-Rivière, Francja od 1993 (od 2003 dla całej gminy zbiorowej)
- Quiberville, Francja od 1993 (od 2003 dla całej gminy zbiorowej)
- gmina Szczecinek, Polska od 1994